# Scaphytopius hymenocleae
Scaphytopius hymenocleae är en insektsart som beskrevs av Van Duzee 1923. Scaphytopius hymenocleae ingår i släktet Scaphytopius och familjen dvärgstritar. Inga underarter finns listade i Catalogue of Life.